# Bombus maxillosus
Bombus maxillosus (лат.) — вид джмелів-зозуль, що поширений в Європі та Передній Азії, зокрема і в степовій зоні України. Цей вид є клептопаразитом B. ruderatus, B. argillaceus та B. subterraneus. На думку низки дослідників, B. maxillosus є синонімом B. barbutellus.

## Таксономічні особливості

### Родове та підродове положення
Донедавна B. maxillosus Klug, 1817 належав до підроду Allopsithyrus Popov, 1931, роду Psithyrus Lepeletier, 1832. Нині цей вид належить до підроду Psithyrus Lepeletier, 1832, роду Bombus Latreille, 1802.

### Підвиди
Вид B. maxillosus містить два підвиди, а саме B. maxillosus maxillosus Klug, 1817 та B. maxillosus italicus (Grütte, 1940).

### Видовий епітет
Видовий епітет лат. maxillosus перекладається як укр. щелепний або укр. зубчастий.

## Поширення
Ареал B. maxillosus maxillosus охоплює Францію, Південно-Східну Європу, Україну, Анатолію, Закавказзя, Кавказ та північ Ірану, а ареал B. maxillosus italicus охоплює Піренейський півострів, Апеннінський півострів, острови Корсика та Сардинія.
За даними Fauna Europaea, B. maxillosus поширений на території Австрії, Чехії, Угорщини, Румунії, Словаччини та Швейцарії.
На території України цей вид також трапляється, проте лише в степовій зоні.

## Екологічні особливості

### Оселище
B. maxillosus оселяється на полях або узліссях. У Туреччині цей вид виявляється на висоті над рівнем моря 900-1950 м, а окремі екземпляри трапляються й вище (до 2875 м).

### Кормові рослини
У Туреччині B. maxillosus живиться на Nepeta racemosa Lam., Anchusa leptophylla Roem. & Schult., Acantholimon glumaceum (Jaub. & Spach) Boiss., Astracantha aurea (Willd.) Podlech, Centaurea glastifolia L., Echium angustifolium Mill., Galega officinalis L., Jurinea moschus Bobrov, Vaccinium myrtillus L. та Vicia cracca L..

### Коло хазяїв
Коло хазяїв B. maxillosus містить три види, а саме B. ruderatus, B. argillaceus та B. subterraneus.

## Короткий опис імаго
Довжина самки B. maxillosus іранської популяції становить 27 мм, а розмах крил самки цього виду з цієї ж популяції — 39,6 мм.

### Основні ейдономічні відмінності міжB. maxillosusтаB. barbutellus
Низка авторів вважає B. maxillosus синонімом джмеля-зозулі Барбута (B. barbutellus). У таблиці, що розташована нижче, наведено основні ейдономічні відмінності між B. maxillosus та B. barbutellus за даними Lecocq et al., 2011.
| Ознаки самки                                                              | Ознаки самки                                                                                               | Ознаки самки |
| Ознака                                                                    | B. maxillosus                                                                                              | B. barbutellus |
| Морфологічні ознаки                                                       | Морфологічні ознаки                                                                                        | Морфологічні ознаки                                                                                                 |
| ------------------------------------------------------------------------- | --- | --- |
| Найдовші волоски задньої бахроми задньої гомілки                          | Довжина найдовших волосків менша за половину ширини найширшої частини задньої гомілки                      | Довжина найдовших волосків більша за половину ширини найширшої частини задньої гомілки                              |
| Найдовші волоски 1-го членика задньої лапки                               | Довжина найдовших волосків менша за ширину 1-го членика задньої лапки; вужчі біля вершини, ніж біля основи | Довжина найдовших волосків більша за ширину 1-го членика задньої лапки; їхні передні та задні краї майже паралельні |
| Опушення                                                                  | коротке | довге та щільне |
| Забарвлення                                                               | | |
| Крила                                                                     | затемнені, майже непрозорі                                                                                 | прозорі |
| Коляр та скутеляр                                                         | вузький, з домішкою чорних волосків                                                                        | дуже широкий, жовтий                                                                                                |
| 1-й тергіт                                                                | чорний | жовтий з домішками чорного                                                                                          |
| 4-й тергіт                                                                | білуватий                                                                                                  | з білими боками |
| 5-й тергіт                                                                | з білуватими боками                                                                                        | білий |
| Ознаки самця                                                              | | |
| Морфологічні ознаки                                                       | | |
| Найдовші волоски передньої бахроми 1-го (основного) членика задньої лапки | Довжина найдовших волосків менша за ширину найширшої частини 1-го членика задньої лапки                    | Довжина найдовших волосків така ж або більша за ширину найширшої частини 1-го членика задньої лапки                 |
| Опушення                                                                  | коротке | щільне |
| Забарвлення                                                               | | |
| Крила                                                                     | затемнені                                                                                                  | прозорі |
| Тім'я                                                                     | з кількома жовтуватими волосками                                                                           | з кількома жовтими волосками                                                                                        |
| Коляр та скутеляр                                                         | вузький, жовтуватий, часто з багатьма чорними волосками                                                    | широкий, жовтий |
| 1-й тергіт                                                                | або чорний, або жовтуватий з домішками чорних волосків                                                     | жовтий |
| 3-й тергіт                                                                | з білуватими боками                                                                                        | з білими задніми краями                                                                                             |
| 5-й тергіт                                                                | з білуватими боками                                                                                        | з білими задніми краями                                                                                             |
| 6-й тергіт                                                                | з невеликим білуватим пучком на його боці                                                                  | з білими боками |